# مرمر

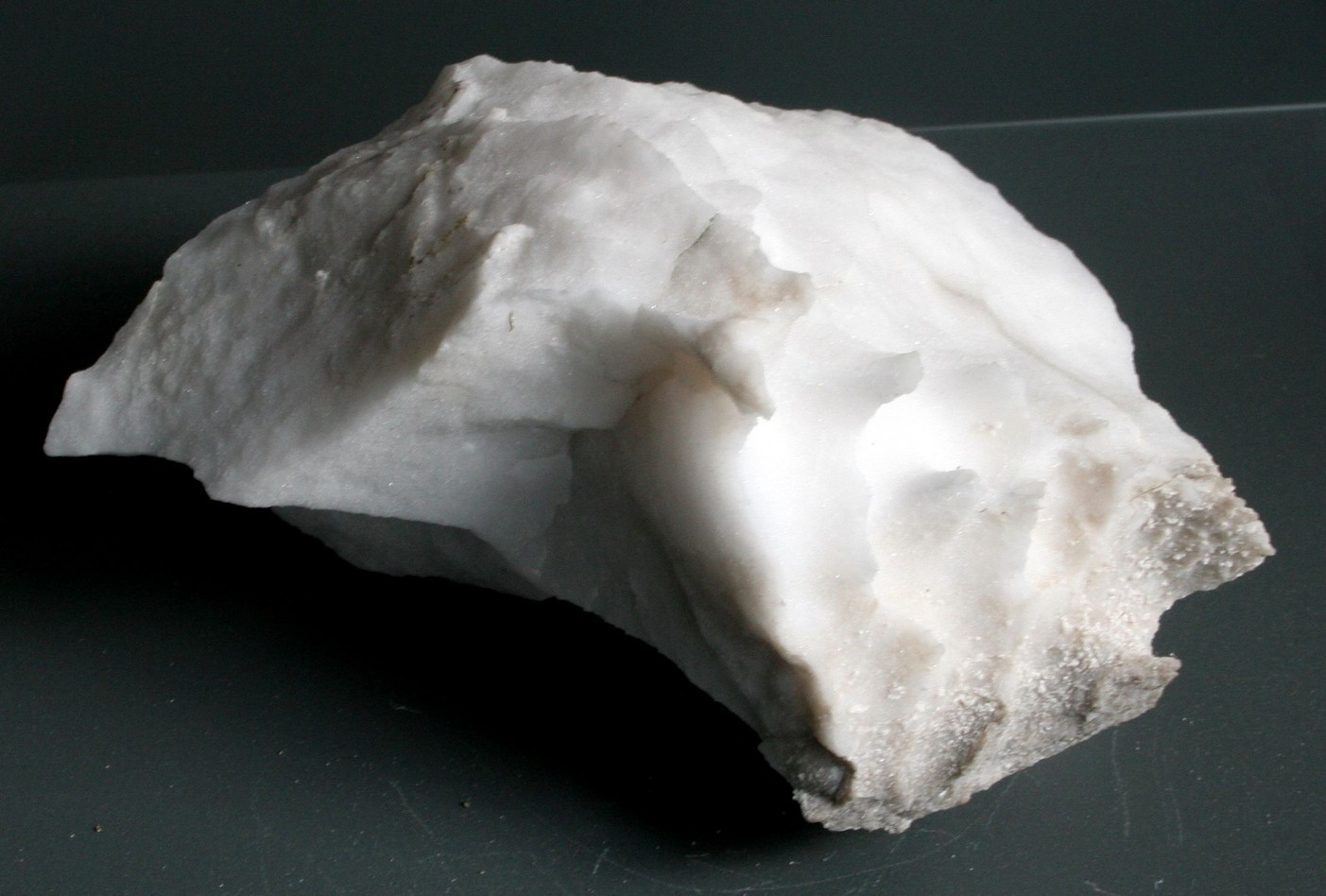
المرمر

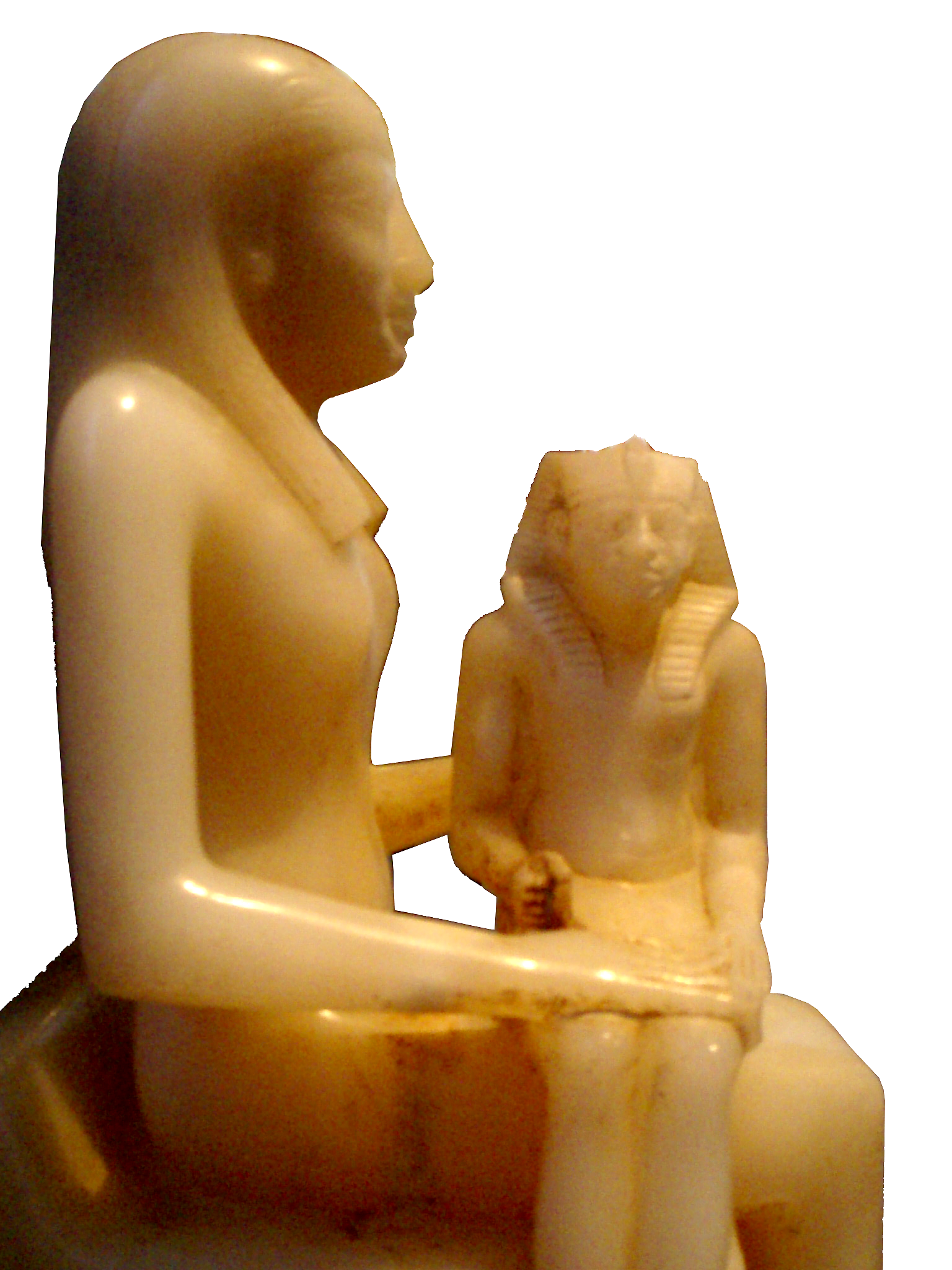
تمثال من الألبستر من العهد الفرعوني في مصر.

البَسْنر أو البَسْطَر أو الهَيْصَم أو المَرْمَر أو الألباستر (بالإنجليزية:Alabaster) هو نوع من المعادن الخام البيضاء كما يوجد منه نوع ذو لون برتقالي. تتكون تركيبة المرمر من الجبس. وتركيبه الكيميائي كبريتات الكالسيوم CaSO4 · 2 H2O ، ولكن يتميز بصلابته وشدة بياضه عند وجوده طبيعيا. وقد استعمله القدماء منذ غابر الأزمان في نحت التماثيل وصنع أدوات الزينة. يسمى أيضا «الألباستر» حجر ناعم الملمس يوجد في الطبيعة بالألوان مختلفة يتميز بدرجة صلادة منخفضه تسهل معاملته وتشكيله. كانت تعدّ المنحوتات المصنوعة منه حكر على الأثرياء قبل ظهور الرخام. وتعدّ مدن مثل برلين في ألمانيا وكذلك ميلانو وفلورنسا وليفورنو في إيطاليا من أشهر المدن التي يتوافر بها في العالم. كلمة ألاباستر كلمة مصرية قديمة ومعناها الوعاء أو المزهرية الخاصة بالرب باستيت.
يوجد في مصر بين قنا وأسيوط وفي بعض المناطق الأخرى.

## معرض صور

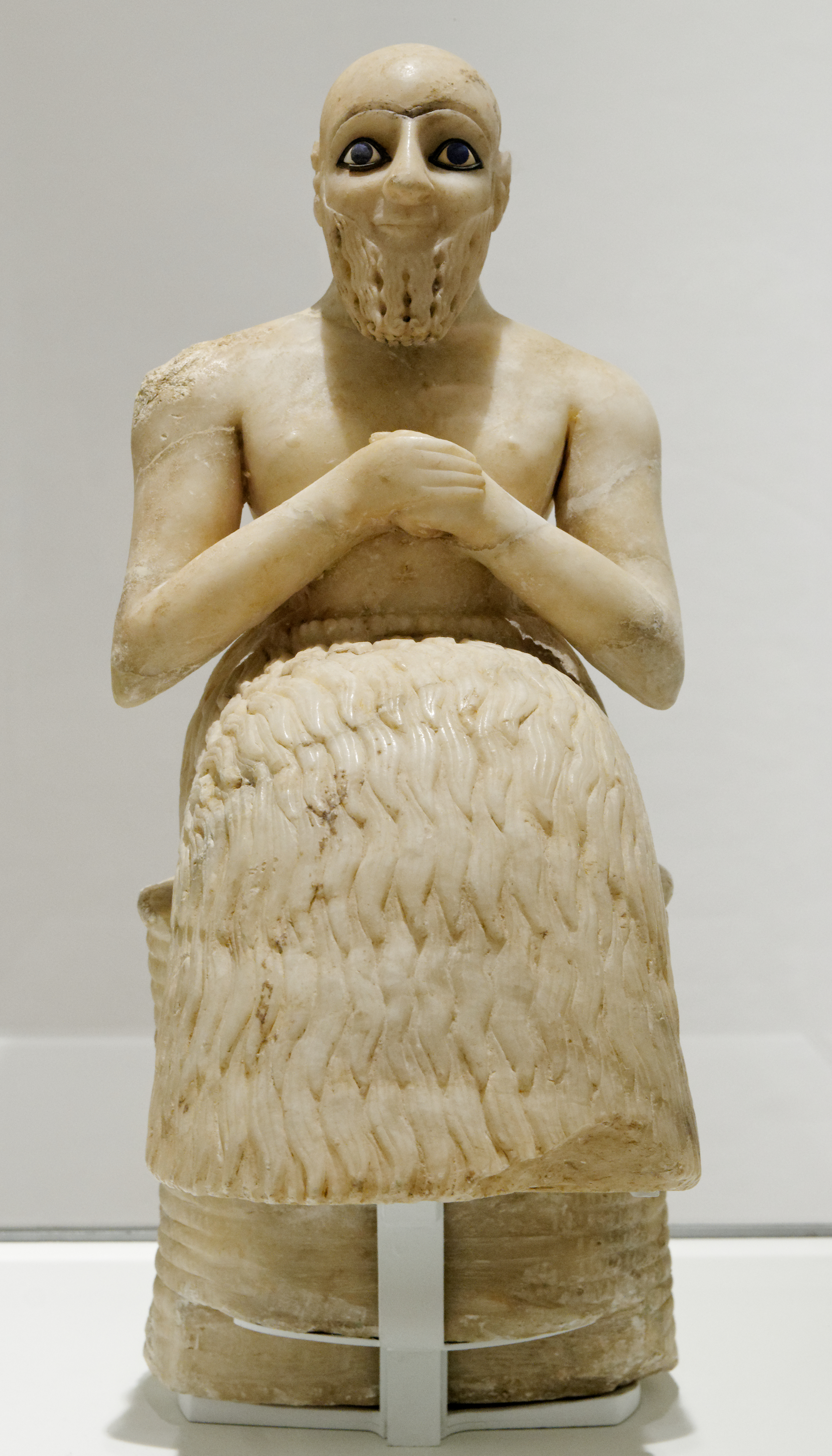
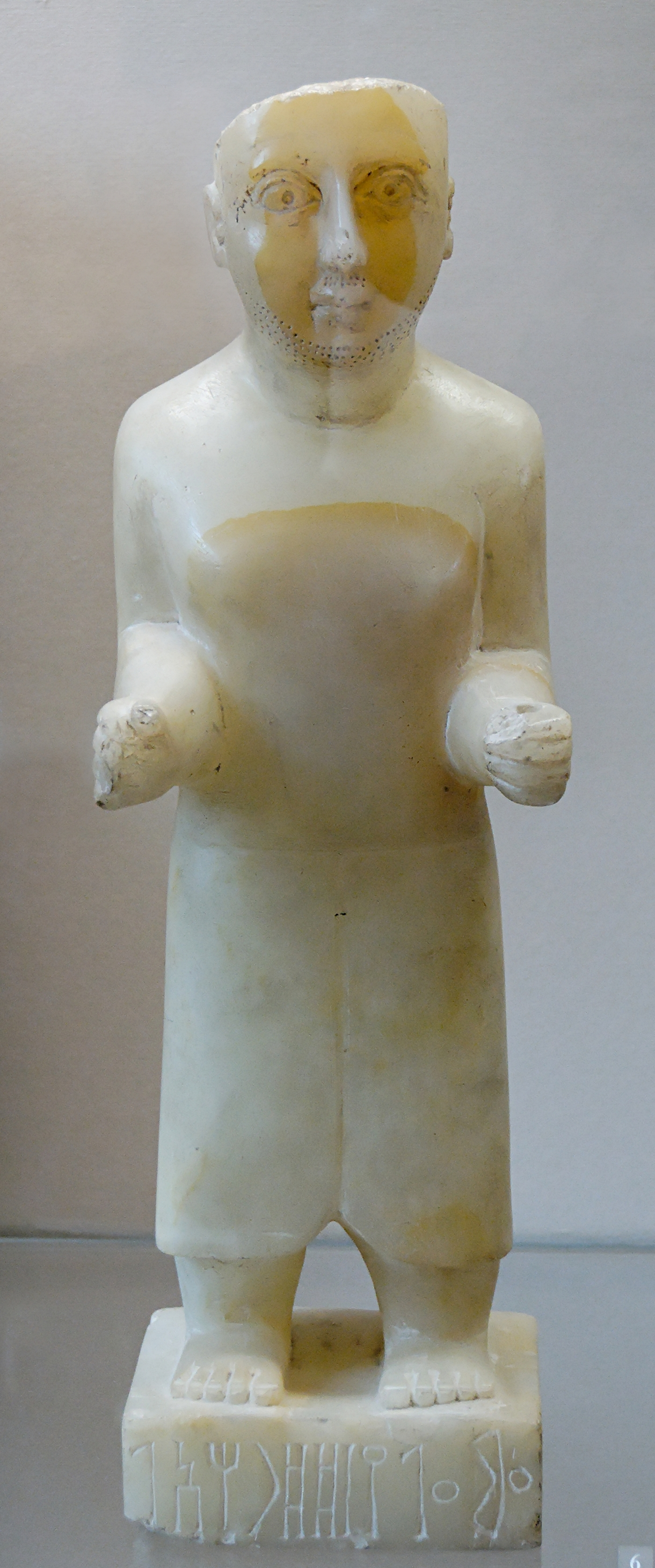
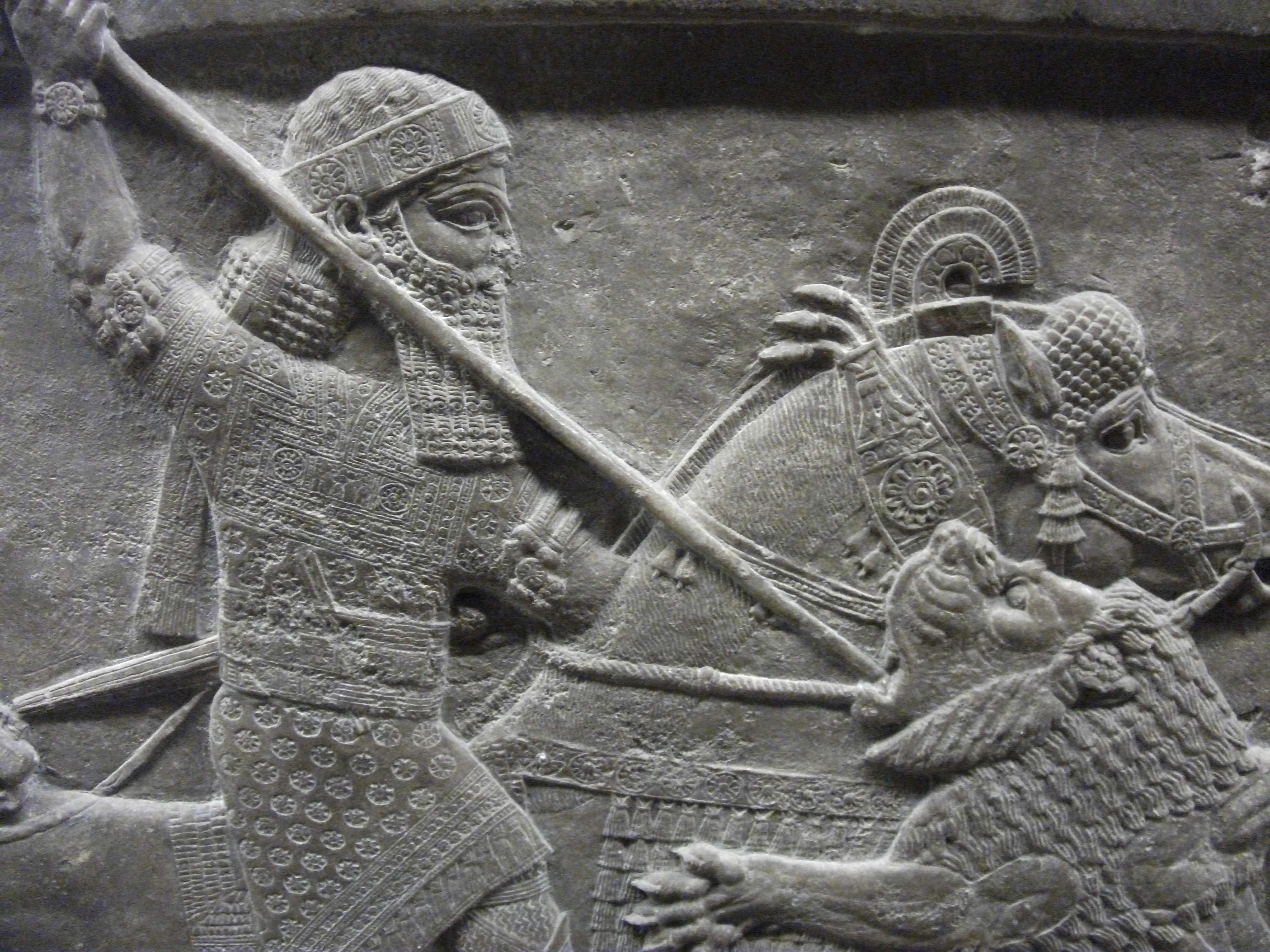